# 콜레코
콜레코(영어: Coleco)는 미국의 완구회사이자 비디오 게임 회사였다. 1932년 모리스 그린버그가 설립하였으며, 당시 이름은 더 코네티컷 레더 컴퍼니(영어: The Connecticut Leather Company)였다. 1980년대에는 대량 생산된 캐비지 패치 키즈 인형과 비디오 게임 콘솔인 콜레코 텔스타와 콜레코비전으로 매우 잘 알려져 있었다. 회사는 1988년 파산으로 폐업하였지만 콜레코 브랜드는 2005년에 부활하여 오늘날까지도 전개되고 있다.